# ماثيو لوتون
ماثيو لوتون (بالإنجليزية: Matthew Lowton)‏ (9 يونيو 1989 المملكة المتحدة - ) هو لاعب كرة قدم بريطاني، يلعب كمدافع في نادي بريسشن الإماراتي.

## وصلات خارجية
ماثيو لوتون على موقع قاعدة بيانات كرة القدم.إي يو (الإنجليزية)
- ماثيو لوتون على موقع Soccerbase.com (لاعب) (الإنجليزية)
- ماثيو لوتون على موقع Soccerway.com (الإنجليزية)
- ماثيو لوتون على موقع عالم كرة القدم.نت (الإنجليزية)
- ماثيو لوتون على موقع AS.com (الإسبانية)